# Llista d'espècies del gènere Rosa
El nombre real d'espècies de roses és objecte de discussions. Mentre que algunes espècies són considerades com a simples varietats d'alguna altra espècie per alguns, d'altres consideren que algunes varietats posseeixen suficients característiques pròpies per ser considerades una espècie en tota regla. S'estima que el nombre d'espècies dins del gènere Rosa estaria situat entre 100 i 150, tot i que la gran majoria dels botànics creuen que el nombre real s'aproximaria més al valor inferior d'aquest rang.

## Subgèneres i seccions
El gènere Rosa se subdivideix en quatre subgèneres:
- Rosa (el subgènere tipus) que agrupa totes les altres espècies de roser. Està dividit al seu torn en 11 seccions:
  - Banksianae, rosers de flors blanques i grogues de la Xina.
  - Bracteatae, tres espècies asiàtiques, dues de la Xina i una de l'Índia.
  - Caninae, espècies de flors roses i blanques d'Àsia, Europa i l'Àfrica del Nord.
  - Carolinae, rosers de flors blanques, roses i rosa intens de l'Amèrica del Nord.
  - Chinenses, espècies amb les flors blanques, roses, grogues, vermelles i multicolors de la Xina i de Birmània,
  - Cinnamomeae, els rosers «canyella», rosers amb les flors blanques, liles, violàcis i vermells, presents en tota l'àrea de distribució del gènere excepte l'Àfrica del Nord.
  - Gallicanae, rosers de flors de color rosa a porpra o jaspiats d'Àsia occidental i d'Europa.
  - Gymnocarpae, petit grup d'espècies que es diferencien per un receptàcle caduc damunt del fruit. Una de les espècies viu a Amèrica del Nord (Rosa gymnocarpa) i les altres a l'Àsia oriental.
  - Laevigatae, una sola espècie de flors blanques originària de la Xina.
  - Pimpinellifoliae, rosers amb flors blanques, roses, groc intens, malva i rosa jaspiat d'Àsia i Europa.
  - Synstylae, rosers de flors blanques, roses i porpra de tota l'àrea de difusió del gènere.
- Platyrhodon (del grec « rosa escamosa », en referència a l'escorça que s'escata) només conté una espècie de l'Àsia oriental, Rosa roxburghii.
- Hesperhodos (del grec « roser de l'oest ») conté dues espècies, totes originàries del sud-est d'Amèrica del Nord. Està format per Rosa minutifolia i Rosa stellata.
- Hulthemosa (antigament Simplicifoliae, que vol dir « de fulles simples ») contindria una o dues espècies del sud-est d'Àsia: Rosa persica i Rosa berberifolia (sinònim Rosa persica var. berberifolia), les úniques roses sense fulles compostes ni estípules.

## Espècies

### SubgènereRosa

#### SeccióBanksianae
- Rosa banksiae Aiton.
- Rosa cymosa Tratt.

#### SeccióBracteatae
- Rosa bracteata J. C. Wendl.
- Rosa clinophylla (sinònim Rosa involucrata)

#### SeccióCaninae
- Rosa agrestis Savi.
- Rosa canina L., la rosa silvestre
- Rosa corymbifera Borkh.
- Rosa cuspidata M.Bieb., vegeu Rosa tomentosa
- Rosa dumalis Bechst.
- Rosa dumetorum Thuill., vegeu Rosa corymbifera
- Rosa eglanteria L., vegeu Rosa rubiginosa i Rosa foetida,
- Rosa floribunda Steven ex Besser, vegeu Rosa micrantha
- Rosa glauca Pourr. (sinònim Rosa rubrifolia Vill.)
- Rosa micrantha Borrer ex Sm. (sinònim Rosa floribunda Steven ex Besser, Rosa numerosa, Rosa rubiginosa L.)
- Rosa montana Chaix..
- Rosa numerosa, vegeu Rosa micrantha
- Rosa obtusifolia Desv.
- Rosa omissa Déségl., vegeu Rosa sherardii
- Rosa orientalis, Dupont ex Ser.
- Rosa pomifera Herrm., vegeu Rosa villosa
- Rosa rubiginosa L. (sinònim Rosa eglanteria L.)
- Rosa rubrifolia Vill., vegeu Rosa glauca,
- Rosa seraphinii Guss. non Viv., vegeu Rosa sicula
- Rosa sherardii Davies (sinònim R. omissa),
- Rosa sicula Tratt. (sinònim R. seraphinii),
- Rosa tomentosa Sm. (sinònim R. cuspidata),
- Rosa villosa L. (sinònim Rosa pomifera Herrm.)

#### SeccióCarolinae
- Rosa carolina L.
- Rosa foliolosa Nutt. ex Torr. & A. Gray
- Rosa lucida Ehrh, vegeu Rosa virginiana
- Rosa nitida Willd.
- Rosa palustris Marshall
- Rosa virginiana Mill. (sinònim Rosa lucida Ehrh.)

#### SeccióCinnamomae
- Rosa acicularis Lindl.
- Rosa alpina L., vegeu Rosa pendulina
- Rosa arkansana Porter (sinònims : Rosa pratincola Greene, Rosa suffulta Greene)
- Rosa bella Rehder & E. H. Wilson.
- Rosa biotti
- Rosa blanda Aiton.
- Rosa californica Cham. & Schltdl.
- Rosa cinnamomea L., vegeu Rosa majalis
- Rosa davidii Crép.
- Rosa elegantula Rolfe, vegeu Rosa persetosa
- Rosa fedtschenkoana Regel
- Rosa giraldii Crép.
- Rosa glandulosa, vegeu Rosa maximowicziana
- Rosa holodonta (sinònim R. moyesii rosea),
- Rosa laxa Retz. (sinònim R. gebleriana Schrenk)
- Rosa macrophylla Lindl., le rosier à grandes feuilles,
- Rosa majalis Herrm. (sinònim Rosa cinnamomea L.), le rosier de mai ou rosier de Pâques,
- Rosa maximowicziana (sinònim R. glandulosa),
- Rosa moyesii Hemsl. & E. H. Wilson,
- Rosa moyesii var. rosea, vegeu Rosa holodonta,
- Rosa multibracteata Hemsl. & E. H. Wilson,
- Rosa nutkana C. Presl, le rosier de Nootka,
- Rosa pendulina L. (sinònim Rosa alpina L.).
- Rosa persetosa Rolfe,
- Rosa pisocarpa A Gray,
- Rosa rugosa Thunb.
- Rosa setipoda Hemsl. & E. H. Wilson,
- Rosa suffulta Greene, vegeu Rosa arkansana,
- Rosa webbiana,
- Rosa sweginzowii,
- Rosa woodsii Lindl., le rosier de Woods.

#### SeccióChinenses
- Rosa chinensis var spontanea
- Rosa gigantea Collett ex Crep. (vegeu Rosa ×odorata nothovar. gigantea)
- Rosa ×odorata nothovar. gigantea (Collett ex Crép.) Rehder & E.H.Wilson, (sinònim Rosa gigantea).

#### SeccióGallicanae
- Rosa ×alba L. (peut-être Rosa canina x Rosa gallica).
- Rosa ×centifolia Mill. És un híbrid complex suposadament format per Rosa rubra, Rosa phoenicia, Rosa moschata i Rosa canina.
  - Rosa ×centifolia f. muscosa (Mill.) Ser.
- Rosa ×damascena L. (Rosa moschata x Rosa gallica) x Rosa fedtschenkoana).
- Rosa gallica L.
- Rosa ×waitziana nothovar. macrantha (=Rosa ×macrantha N.H.F.Desp.)

#### SeccióGymnocarpae
- Rosa beggeriana Schrenk,
- Rosa gymnocarpa Nutt.,
- Rosa willmottiaeHemsl.

#### SeccióLaevigatae
- Rosa laevigata Michx.(sinònim Rosa sinica L.).
- Rosa sinica L., vegeu Rosa laevigata.

#### SeccióPimpinellifoliae
- Rosa ecae Aitch. (sinònim Rosa xanthina var. ecae)
- Rosa foetida Herrm. (sinònim Rosa lutea Mill.).
- Rosa hemisphaerica Herrm. (sinònim Rosa sulphurea Aiton).
- Rosa hugonis Hemsl.
- Rosa kokanica (Regel) Regel ex Juz.
- Rosa lutea Mill., vegeu Rosa foetida.
- Rosa omeiensis Rolfe, et Rosa omeiensis f. pteracantha (Franch.) Rehder & E. H. Wilson, forma amb espines alades vermelles.
- Rosa pimpinellifolia L. (sinònim Rosa spinosissima L.).
- Rosa primula.
- Rosa sericea Lindl.
- Rosa spinosissima, vegeu Rosa pimpinellifolia.
- Rosa sulphurea Aiton, vegeu Rosa hemisphaerica.
- Rosa xanthina Lindl.

#### SeccióSynstylae
- Rosa arvensis Huds.
- Rosa ×beanii (= Rosa anemoneflora)
- Rosa brunonii Lindl.
- Rosa helenae Rehder & E. H. Wils.,
- Rosa filipes Rehd. & E.H. Wils.,
- Rosa henryi Bouleng.,
- Rosa luciae Franch. & Rochebr. ex Crép. (sinònim Rosa wichuraiana Crép.).
- Rosa longicuspis
- Rosa moschata Herrm.
- Rosa mulliganii
- Rosa multiflora Thunb.
- Rosa phoenicia Boiss.
- Rosa sempervirens.
- Rosa setigera.
- Rosa soulieana.
- Rosa wichuraiana Crép., vegeu Rosa luciae.

### SubgènerePlatyrhodon
- Rosa roxburghii Tratt.

### SubgènereHesperhodos
- Rosa minutifolia Engelm., espècie rara en perill d'extinció.
- Rosa stellata.
  - Rosa stellata var. mirifica (Greene) W. H. Lewis.

### SubgènereHulthemosa
- Rosa persica Michx. ex J.F.Gmel. (sinònim Hulthemia persica Bornm., Rosa simplicifolia Salisb.)